# Василівський острів (Харків)
Василівський острів - колишній острів на річці Харків (місто Харків), в районі сучасного Подільського моста, що існував до другої половини XIX століття.
Місцина сучасної Гімназійної набережної в районі Подільського моста була до другої половини ХІХ століття островом, на якому містяни у приватних фруктових садах проводили святкові гуляння та запускали феєрверки.

## Історичні відомості

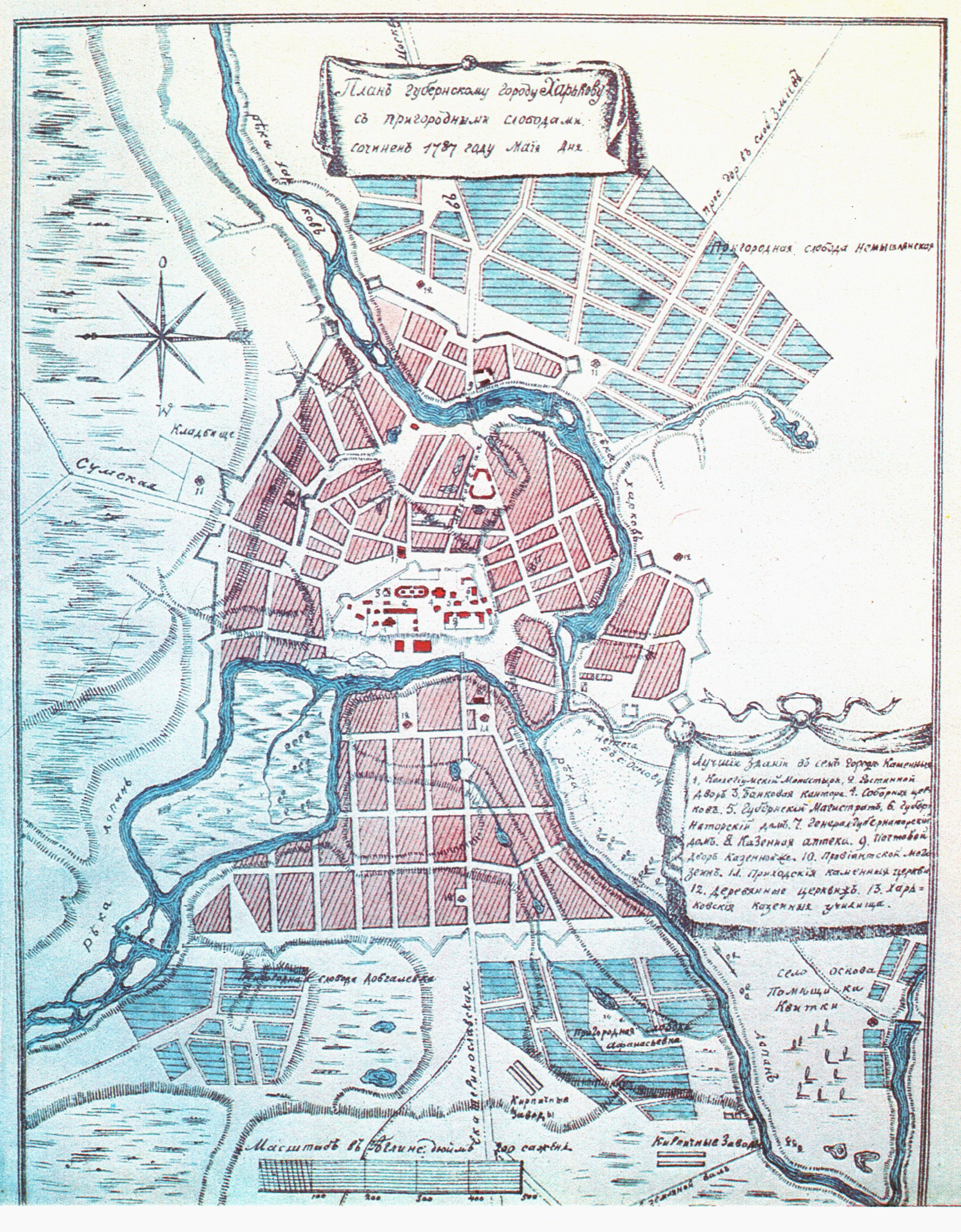
Мапа Харкова 1787 року, на мапі присутні Василівський і Рибний острови

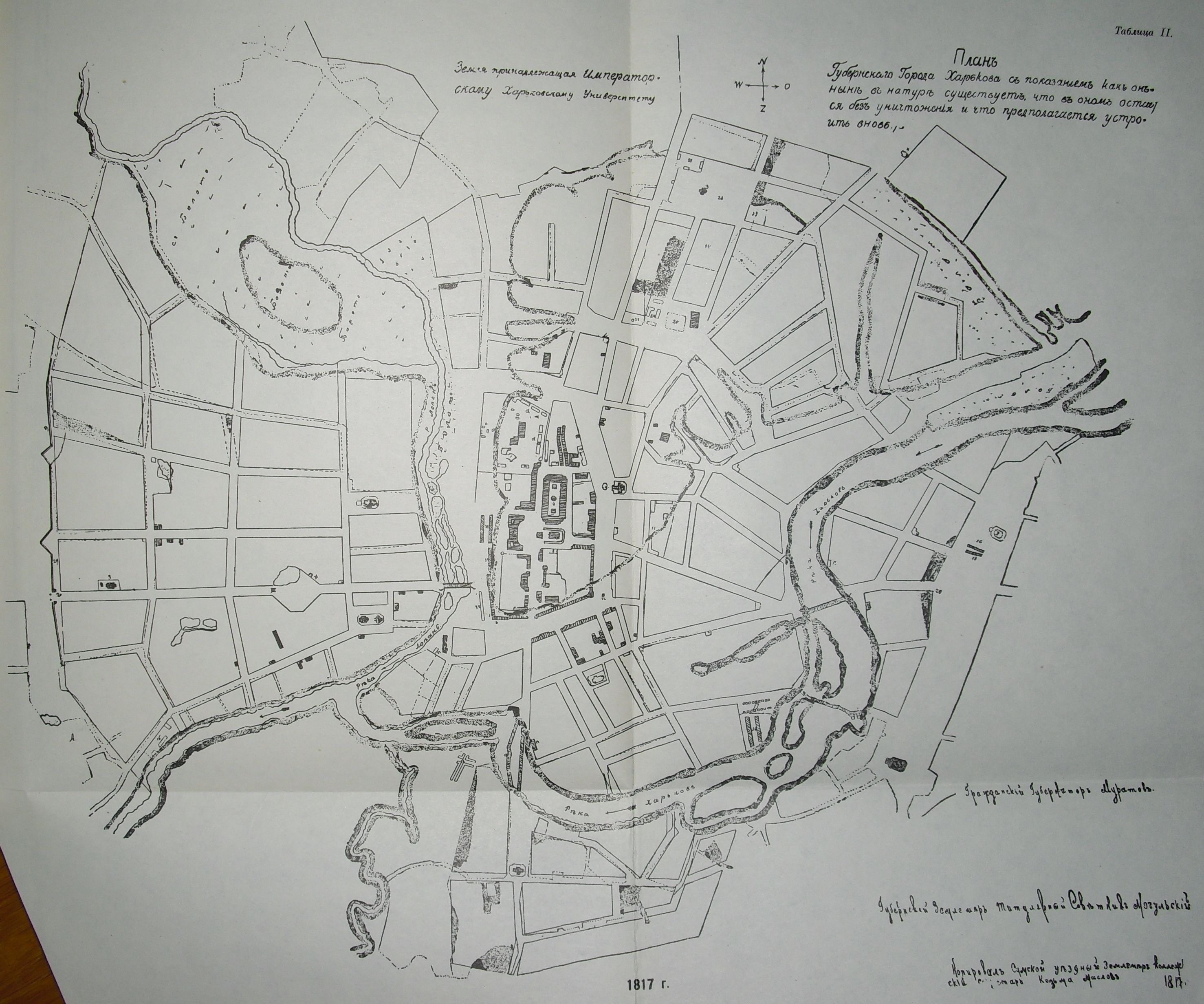
Мапа Харкова 1817 року, на мапі присутні острови. Найпівденніший Василівський острів

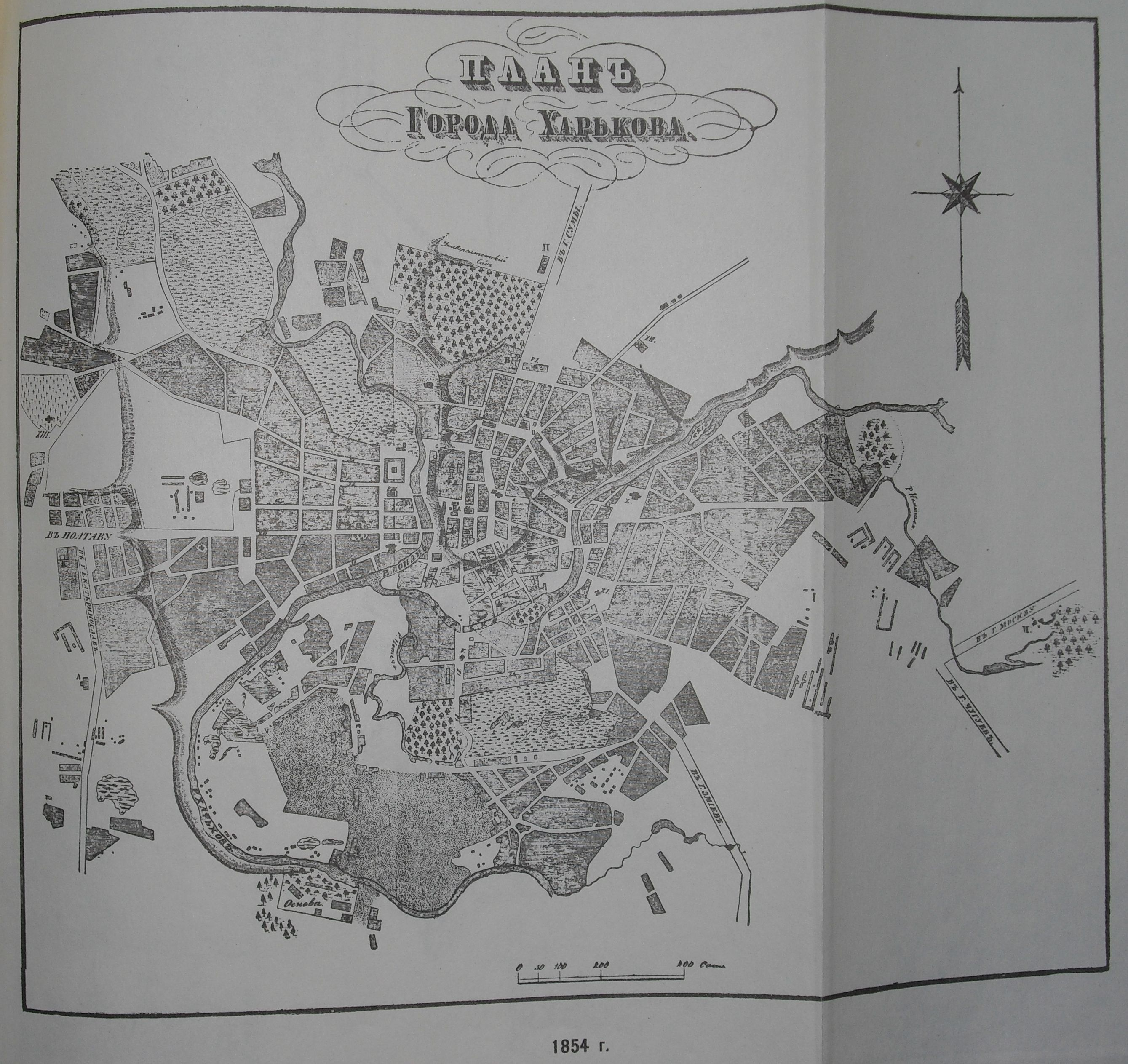
Мапа Харкова 1854 року, на мапі присутній лише Василівський острів

Острів на річці Харків, в районі сучасної дорожньо-транспортної розв'язки на перетині Гімназійної набережної, Подільського провулка та вулиці Вернадського (зараз на цьому місці знаходиться квіткова клумба). Площа острова дорівнювала приблизно гектару.
На мапі міста 1817 року на річці Харків, поблизу Харківського моста зображено декілька островів (відсутні на мапі 1802 року). Нижче моста знаходився великий острів,  біля Барабашовської греблі розташовувалися ще два острови, нижче за течією розташовувався ще один, самий великий з островів. Його місцезнаходження відповідає сьогочасному місцю Подільського моста.
У своїй книзі «К історії міста Харкова» (1915 рік)   О.С. Федоровський надає опис Харкова згідно мапі міста виконаної у 1829 року (карта надана у книзі). Серед іншого Федоровський описує острови на річках містах, які на час написання книги автор вказує «вже неіснуючі». Назв островів у книзі не надано. Згідно розташуванню на мапі, Василівський острів один з «трьох великих (островів) нижче Ковальського моста».
У 1852-53 роках з’являється нова мапа міста виконана Сумароковим, Константиновим та братами Богомольцами. У 1854 році виходить книга А. Пітри  «Specimen topographiae medicae Charcoviensis», до якої було надано план міста. У самій книзі декілька сторінок присвячено опису міста Харків. Василівський острів, доволі великий, розмірами був більше десятини. На той час острів належав двом власникам: колезькому реєстратору Авксентьєву та колезькому раднику Распопову. У обох були чудові сади, в яких відбувалися святкові гуляння, з освітленням та музикою, у річці було доволі стерпне купання. 
У 1873 році (за деякими даними - в 1876) на острові відкрився чавуноливарний завод.
За даними Харківського архіву, в 1881 році купець Іван Васильович Костін отримав дозвіл на пристрій механічного та чавуноливарного заводу на Василівському острові. За даними книги П.А. Орлова «Покажчик фабрик і заводів Європейської Росії і Царства Польського» (1887 р.), «завод діє з 1867 року, має 2 вагранки і парову машину в 8 кінських сил і відливає до 11 000 пудів машинних частин».
Згідно мапі міста 1876 року, острів стає на півостровом. Якщо від центра міста (місцевість Поділ) колишній Василівський острів  відгороджено руслом річки, то з протилежної сторони залишилася лише затока річки.
На мапі Харкова 1887 року, територія колишнього острова вже повністю з’єдналася з лівим берегом річки Харків, саме русло річки в цьому місці спрямилося.

## Інші відомості
Імовірно до кінця  XIX століття, в зв'язку з перенесенням основного русла річки Харків і осушенню Нетечі, Василівський острів зник, ставши частиною території місцевості Левада.